# Ellamaa (Nissi)
Ellamaa – wieś w Estonii, w prowincji Harju, w gminie Nissi.